# Copris freyi
Copris freyi är en skalbaggsart som beskrevs av Ferreira 1961. Copris freyi ingår i släktet Copris och familjen bladhorningar. Inga underarter finns listade i Catalogue of Life.